# HD 199942
HD 199942 är en dubbelstjärna belägen i den mellersta delen av stjärnbilden Lilla hästen. Den har en kombinerad skenbar magnitud av ca 5,98 och är mycket svagt synlig för blotta ögat där ljusföroreningar ej förekommer. Baserat på parallax enligt Gaia Data Release 2 på ca 17,7 mas, beräknas den befinna sig på ett avstånd på ca 184 ljusår (ca 56 parsek) från solen. Den rör sig närmare solen med en heliocentrisk radialhastighet på ca -26 km/s. Stjärnan rör sig genom Vintergatan med en hastighet av 30,3 km/s i förhållande till solen. Dess galaktiska bana för den mellan 25 100-22 000 ljusår från den galaktiska kärnan och kommer, när den är som närmast solen om 2,1 miljoner år, att befinna sig på ett avstånd av 124 ljusår.

## Egenskaper
Primärstjärnan HD 199942 A är en vit till blå stjärna i huvudserien av spektralklass F1 Vp, och är en kemiskt ovanlig stjärna. Den har en massa som är ca 1,7 solmassor, en radie som är ca 2 solradier och har ca 10 gånger solens utstrålning av energi från dess fotosfär vid en effektiv temperatur av ca 7 300 K.
Den binära karaktären hos HD 199942 upptäcktes 1934 av Gerard Kuiper, som fann att paret hade en vinkelseparation på 0,3 bågsekunder. Paret kretsar kring varandra med en omloppsperiod av 58,4 år och en excentricitet på 0,295. Primärstjärnan har en magnitud av 6,23 och följeslagaren har magnitud 8,13.